# 4-я Тверская-Ямская улица
4-я Тверска́я-Ямска́я у́лица — улица в Центральном административном округе города Москвы на территории Тверского района. Улица начинается от Оружейного переулка и идёт до улицы Чаянова. Нумерация домов начинается от Оружейного переулка.

## Происхождение названия
Название XVI века дано по Тверской ямской слободе, которая появилась здесь ещё при Иване Грозном и сохранялась почти до конца XIX века. По имени Тверской ямской слободы назван ещё ряд улиц и переулков, отличаясь порядковыми номерами: 1-я Тверская-Ямская улица, 2-я Тверская-Ямская улица, 3-я Тверская-Ямская улица, 1-й Тверской-Ямской переулок, 2-й Тверской-Ямской переулок.

## История
Жившие в Тверской ямской слободе, занимавшей большое пространство с обеих сторон от Тверской дороги, ямщики обеспечивали перевозку почты, пассажиров и грузов вначале по тракту Москва-Тверь, потом Москва-Санкт-Петербург. Слобода сохраняла свой характер до второй половины XIX века, но после окончания ямской гоньбы и строительства в 1870 году Смоленского (ныне Белорусского) вокзала началась активная застройка района Тверских-Ямских улиц.

## Здания и сооружения

### По нечётной стороне
- № 3 — двухэтажный жилой дом XIX века.
- № 5 —   памятник архитектуры (региональный), доходный дом Е. К. Калиновской в стиле модерн (1911, архитектор Эрнст-Рихард Нирнзее). Дом необычен и для Нирнзее, и для московской архитектуры в целом, своими фантастическими мозаиками и шестиугольными окнами (второй дом с такими окнами в Москве построил петербуржец В. П. Апышков).
- № 7—13 — доходные дома конца XIX — начала XX века.
- № 21—31 — доходные дома конца XIX — начала XX века.
- № 29 — доходный дом (1906, архитектор С. М. Гончаров).
- № 33—39 — «Чешский дом».

### По чётной стороне
- № 8/9,  ЦГФО — доходный дом В. Е. Зеленкова (1913—1914, архитектор В. И. Ерамишанцев)[1].
- № 10 — жилой дом (1931, архитектор И. И. Рерберг).
- № 12 строение 1 — Доходный дом Фокина(1908—1909, архитектор Эрнст-Рихард Карлович Нирнзее.[2] Дом расселен в соответствии с распоряжением Правительства Москвы от 20 октября 2003 года. Дом внесён в Красную книгу Архнадзора (электронный каталог объектов недвижимого культурного наследия Москвы, находящихся под угрозой).[2]
- № 12 строение 2 — Доходный дом (1913, арх. В. А. Гашинский).
- № 16 — НИИ нейрохирургии имени Н. Н. Бурденко.
- № 24 — доходный дом (1912, архитектор Эрнст-Рихард Нирнзее).
- № 26/8 — доходный дом общества «Домохозяин» (1914, архитектор Н. Л. Шевяков). Один из крупнейших жилых комплексов предреволюционной постройки. Здесь жил поэт Павел Васильев[3]. В рамках гражданской инициативы «Последний адрес» на доме установлены мемориальные знаки с именами кондуктора трамвая Корнилия Елизаровича Долинского[4], изобретателя Игнатия Александровича Валентей и инженера Тимофея Игнатьевича Шубина[5], расстрелянных в годы сталинских репрессий. По сведениям правозащитного общества «Мемориал», в годы террора были расстреляны не менее 4-х жильцов этого дома[6].

- № 5 (1911, арх. Эрнст Нирнзее)
- Дома № 12, 10 и 8 (доходный дом В. Е. Зеленкова, 1913—1914, арх. В. И. Ерамишанцев)
- № 24 (1912, арх. Эрнст Нирнзее)
- № 26/8, доходный дом общества «Домохозяин» (1914, арх. Н. Л. Шевяков)